# Abdalazize de Marrocos
Abdalazize ou Abdelazize (em árabe: عبد العزيز; romaniz.: Abd-el-Aziz;  24 de fevereiro de 1878 ou 18 de fevereiro de 1881 — Tânger, 10 de junho de 1943) foi o mulei (em árabe: مولاي; romaniz.: mulay) e sultão do Marrocos de 1894 a 1908. Era filho do anterior Haçane I (r. 1873–1894). Foi proclamado sultão com a morte de Haçane, mas não governou até após a morte do grão-vizir Bamade em 1900. Desde então, buscou ajuda europeia para modernizar o país, sobretudo em relação à tributação. A falta de pessoal treinado, porém, naufragou seus esforços e trouxe ressentimento entre os notáveis do país. Interesses díspares das potências europeias no norte da África agravaram a situação e em 1907, seu irmão Abdal Hafide, a quem fez califa de Marraquexe, rebelou-se. Foi derrotado em combate em 19 de agosto de 1908 e abdicou dois dias depois. Passou o resto de sua vida em Tânger.